# Afrohybanthus stellarioides
Afrohybanthus stellarioides (Domin) Flicker – gatunek roślin z rodziny fiołkowatych (Violaceae). Występuje naturalnie w Australii – w stanach Nowa Południowa Walia i Queensland. 

## Morfologia
PokrójRoślina jednoroczna dorastająca do 30 cm wysokości.
LiścieBlaszka liściowa ma kształt od równowąskiego lub równowąsko lancetowatego do eliptycznego lub owalnego. Mierzy 1–8 cm długości oraz 0,2–0,8 cm szerokości, jest całobrzega lub ząbkowana na brzegu, ma ostrokątną nasadę i spiczasty wierzchołek. Przylistki są równowąskie i osiągają 1 mm długości. Ogonek liściowy jest nagi.
KwiatyPojedyncze, wyrastające z kątów pędów. Mają działki kielicha o kształcie od owalnego do lancetowatego i dorastające do 2–5 mm długości. Płatki są podługowato równowąskie, mają barwę od żółtej do pomarańczowej oraz 3–4 mm długości, przedni jest łyżeczkowaty i mierzy 4–5 mm długości.
OwoceTorebki mierzące 6-8 mm długości, o kształcie od kulistego do elipsoidalnego.

## Biologia i ekologia
Rośnie w lasach i zaroślach. 